# Henning Kles
Henning Kles (* 1970 in Hamburg) ist ein deutscher Maler.

## Leben
1993 begann Kles ein Studium an der Hochschule für Angewandte Wissenschaften Hamburg im Fachbereich Gestaltung und schloss es 1998 ab.
Von 2000 bis 2005 studierte er Malerei an der Hochschule für bildende Künste Hamburg bei Werner Büttner und Olav Christopher Jenssen. Seine Arbeiten werden national und international in Ausstellungen in Museen, Galerien, Kunstvereinen und Kunstmessen gezeigt. Hennig Kles lebt und arbeitet in Hamburg. Er wird seit 2011 von der Galerie Wendt + Friedmann Berlin vertreten.

## Preise und Stipendien
- 2011 Working Grant Goldbekhof Hamburg
- 2006 Else-Heiliger-Fonds (EHF) der Konrad-Adenauer-Stiftung

## Ausstellungen (Auswahl)
- 2012: „Eros & Thanatos“, 28. April bis 26. Mai 2012, Werkschau, Spinnereistraße 7/Halle 12, Leipzig
- 2012: „Der Himmel hatte die Farbe von kaltem Haferbrei“, Städtisches Museum Engen + Galerie
- 2011: „Plünder Eiland“, Wendt + Friedmann Galerie, Berlin
- 2010: „Bruiser“, Feinkunst Krüger, Hamburg (Katalog)
- 2010: „Totholz“, Gallery Loyal, Malmö, SE (Catalogue)
- 2007: „Harvester of Heröes“, Sandroni.Rey, Los Angeles
- 2005: „Niemandsland“, Arndt & Partner, Zürich
- 2008: „Wir nennen es Hamburg“, Kunstverein, Hamburg